# Josephinische Landesaufnahme

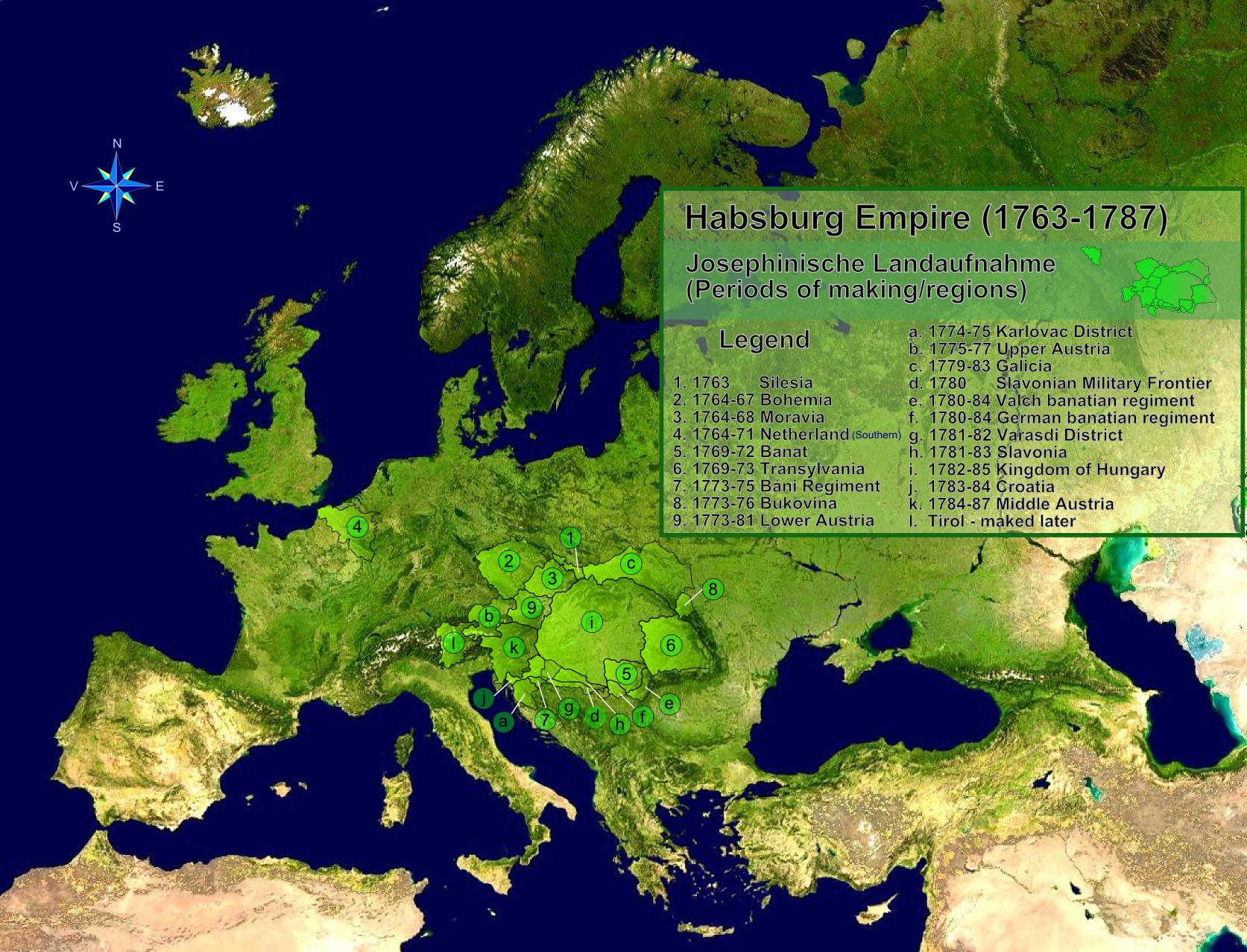
Fechas de realización del estudio por regiones.

El Josephinische Landesaufnahme (en alemán) o Levantamiento Tofográfico de José II fue el primer proyecto de levantamiento topográfico unificado del Imperio de los Habsburgo. Los 3.589 mapas iniciales, dibujados y coloreados a mano, se dividieron en 4.096 secciones. Fueron nombrados en honor a José II, emperador romano-germano. Actualmente se conservan en los Archivos de Guerra (Kriegsarchiv) de los Archivos Estatales de Austria. 

## Historia
La elaboración de los mapas tuvo una motivación militar. Durante la Guerra de los Siete Años, entre 1756 y 1763, las tropas austriacas carecían de mapas precisos. Como resultado, el mariscal de campo Leopold Josef von Daun propuso en 1764 a la soberana María Teresa de Austria ordenar a los oficiales del Estado Mayor que realizaran mapas de todos los países componentes del Imperio. Hasta ahora, la elaboración de los mapas estaba a cargo de los propietarios, quienes encargaban mapas de sus propiedades. El 13 de mayo de 1764, tras recibir el visto bueno del soberano, el Consejo de Guerra (Hofkriegsrat) dio orden de iniciar el primer levantamiento topográfico general. El trabajo comenzó en Bohemia y Moravia.
El levantamiento topográfico josefino, iniciado durante el reinado de María Teresa, se completó bajo el de José II. Los mapas fueron dibujados a mano y hechos a una escala vienesa de 1 pulgada vienesa: 400 klafter vieneses (lo que corresponde aproximadamente a una escala de 1:28,800). Las variaciones de altitud se representaron por sombreados y no por contornos.
En base a estos levantamientos topográficos se realizaron mapas a una escala aproximada de 1:115.200. Este conjunto se considera parte del Josephinische Landesaufnahme.
En Tirol no se realizó el levantamiento topográfico, pues ya existía la obra cartográfica Atlas Tyrolensis, realizada por los cartógrafos Peter Anich y Blasius Hueber de 1774, a escala 1:103.800.
Finalmente, el levantamiento topográfico de José II dio como resultado más de 4.000 planchas, realizadas entre 1764 y 1785. Algunas de ellas representan a Transilvania. Posteriormente, hasta 1806, se hicieron otras planchas con los territorios del suroeste de Alemania, pequeñas porciones de Suiza, Francia y Venecia.
Inicialmente, del conjunto de mapas existían solo dos copias, una para el emperador y otra para el liderazgo militar. Ambas se mantuvieron en secreto.
Dependiendo del talento de quienes los hicieron, los mapas difieren en calidad, tanto gráfica como técnicamente. Sin una base de medición común (triangulación), las planchas no se pueden ensamblar en un mapa grande.
En 1807, fueron reemplazados por el levantamiento topográfico realizado de Francisco I de Austria, llamado "Levantamiento topográfico franciscano" (Franziszeische Landesaufnahme). 

## Mapas
| Región                                      | Año                   | Visión de conjunto |
| ------------------------------------------- | --------------------- | ------------------ |
| Ducado de Alta Silesia                      | 1763                  |                    |
| Reino de Bohemia                            | 1764–1767             |                    |
| Marca de Moravia                            | 1764–1768             |                    |
| Países Bajos austríacos                     | 1764–1771             |                    |
| Banato de Temeswar                          | 1769–1772             |                    |
| Gran Principado de Transilvania             | 1769–1773             |                    |
| Banal Grenze                                | 1773–1775             |                    |
| Distrito de Bukovina                        | 1773–1776             |                    |
| Austria bajo el Enns                        | 1773–1781             |                    |
| Generalato de Karlstädt                     | 1774–1775             |                    |
| Alta Austria y Innviertel                   | 1775–1777 y 1779–1780 |                    |
| Galicia y Lodomeria                         | 1779–1783             |                    |
| Frontera Militar                            | 1780                  |                    |
| Regimiento Militar del Banato valaco-ilirio | 1780–1784             |                    |
| Regimiento Militar alemán del Banato        | 1769–1772             |                    |
| Generalato de Varaždin                      | 1781–1782             |                    |
| Provincia de Eslavonia                      | 1781–1783             |                    |
| Reino de Hungría                            | 1782–1785             |                    |
| Provincia de Croacia                        | 1783–1784             |                    |
| Austria Interior                            | 1784–1785             |                    |